# Den Eurasiske Kontinentalplade
Den Eurasiske Plade er en tektonisk plade, der ligger under Europa og store dele af Asien (undtaget er Indien, Arabien og det østlige Sibirien).
Pladen støder op til den Nordamerikanske Plade, den Afrikanske Plade, den Indo-Australske Plade samt nogle af de mindre plader.
| Geologi | Spire Denne artikel om geologi er en spire som bør udbygges. Du er velkommen til at hjælpe Wikipedia ved at udvide den. |